# Tangut írás
A tangut írás (kínaiul: 西夏文; pinjin (pinyin) hangsúlyjelekkel: xīxiàwén; magyaros átírás: hszi-hszia-ven) a tangut nyelvre kidolgozott logografikus írásrendszer, amely a tangutok által alapított Nyugati Hszia (Xia)-birodalom hivatalos írása volt. A ma már holt írásnak számító tangut írásban a modern filológia  mintegy 5863 írásjegyet tart számon, amely tartalmazza az írásjegy-variánsokat is. A tangut írásjegyeket a kínai írásjegyek mintájára alkották meg a kínai írásjegyeket felépítő alapvonalakra emlékeztető grafikai elemekből, de az írásjegyek strukturális felépítését a kínaitól olykor jelentősen eltérő módon hozták létre.

## Története

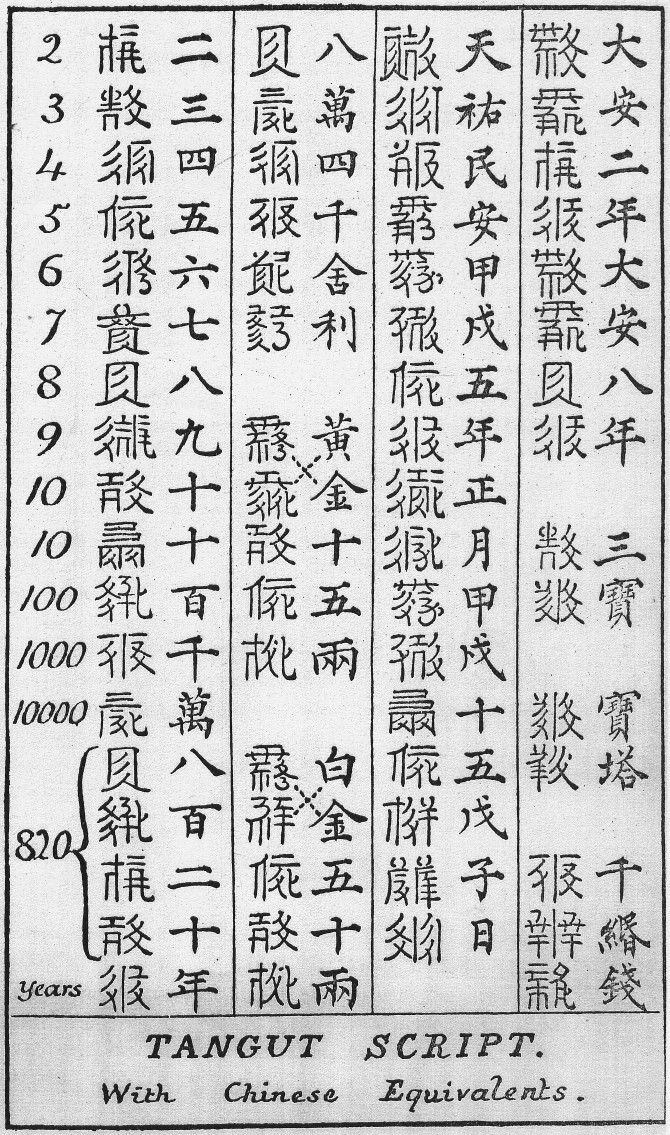
Stephen Wootton Bushell (1844–1908) 37 megfejtett tangut írásjegyet tartalmazó listája 1896-ból.

A Szung (Song)-dinasztia, 1346-ban összeállított hivatalos történeti műve, a Szung-si (Songshi) 《宋史》 szerint, a tangut írást a Hszi-hszia (Xixia)-dinasztiát (1038–1227) megalapító uralkodó, Li Jüan-hao (Li Yuanhao) 李元昊 császár (1003–1048) megbízásából egyik magas rangú hivatalnoka, bizonyos  Je-li Zsen-zsung (Yeli Renrong) 野利仁荣 (? – 1042) alkotta meg 1036-ban. A történeti feljegyzés szerint az új írás gyorsan elterjedt és gyökeret vert a tangut birodalomban. A tudósok, hivatalnokok képzése már a tangut írás alapján zajlott. A diplomáciai dokumentumokat kétnyelvű (tangut–kínai) formában készítették el. A tibetiből és kínaiból nagy számú buddhista szútrát, szent írást lefordítottak és nyomtattak ki a kínaiaktól eltanult, vésett fadúcokról történő nyomtatással. A tangut birodalmat ugyan Dzsingisz kán mongol seregei 1227-ben elsöpörték, azonban a tangut írás még néhány évszázadig használatban maradt. A tangut írás utolsó ismert emléke a Pekingtől délnyugatra 130 km-re található Paoting (Baoding)nél, 1502-ben felállított, úgynevezett tangut dharani oszlopokon látható.

## Jellemzői

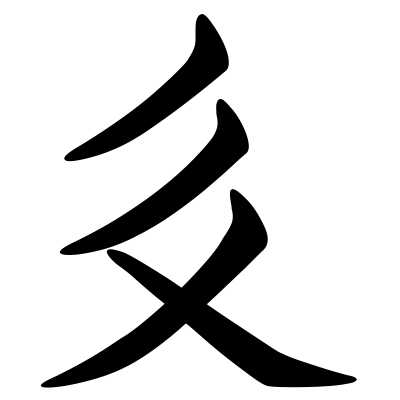
Az 'ember' jelentésű egyszerű írásjegy

A tangut írásjegyek alapvetően két főcsoportra, egyszerű és összetett írásjegyekre oszthatók. Az utóbbiakból a tangut írásjegykészlet jóval többet tartalmaz. Az egyszerű tangut írásjegyek lehetnek szemantikai vagy fonetikai jellegűek, de egyetlenegy sem piktogram, ellentétben a mintául szolgáló kínai írással, amelynek írásjegy készletének mintegy 4%-a a mai napig őrzi a képjel múltját. Ez az egyik legjelentősebb különbség a tangut és a kínai írás között.
A legtöbb írásjegy két összetevőből, írásjegyelemből áll, de olyan is akad, amelyiket három vagy négy írásjegyelemből szerkesztettek meg. Az összetett írásjegyek között találhatók két, vagy több szemantika elemből szerkesztett (ideogrammatikus összetétel), valamint szemantikai és fonetikai, a kiejtésre utaló elemből összeállított (fonoszemantikai összetétel) írásjegy is. Létezik néhány különleges írásjegy is, amelyet a kínai és szanszkrit szavak átírására hoztak létre.

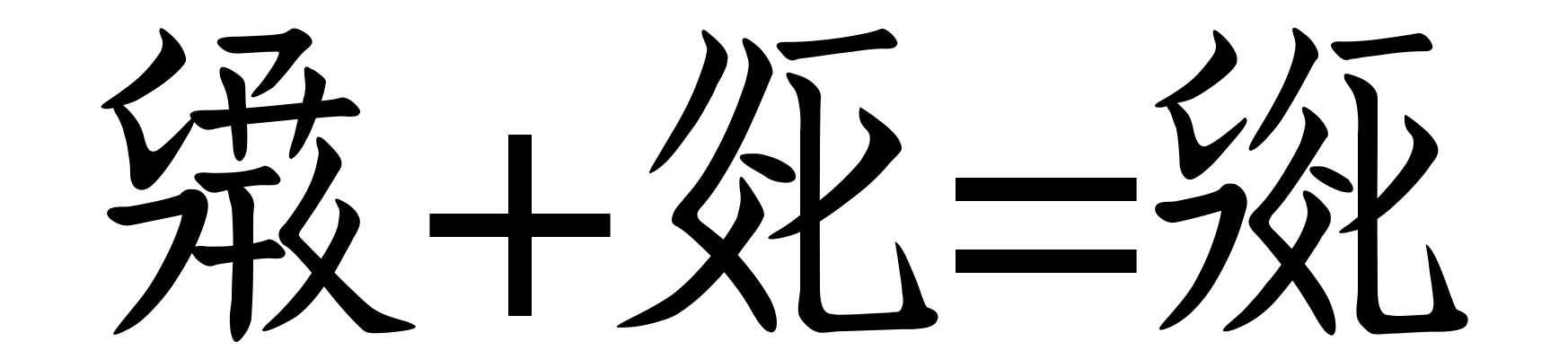
A tangut írásrendszerben a 'sár' jelentésű írásjegyet az első, 'víz' jelentésű írásjegy első elemének (radikális) és a 'talaj' jelentésű második írásjegynek összevonásával hozták létre.

Érdemes megemlíteni a tangut írásjegyek azon típusát, amelyeket azonos írásjegyekből szerkesztettek meg, csak épp az írásjegyelemek írásjegyen belüli helyében különböznek. Az ilyen „írásjegypárok” általában nagyon hasonló jelentéssel rendelkeznek. 
A tangut írás elrendezését tekintve a hagyományos kínai íráshoz igazodik: jobbról balra, fentről lefelé halad. Ugyancsak a kínai mintára a szöveg folyamatos, írásjelekkel nem tagolt.
A kínai írás különböző stílusaihoz hasonlóan a tangut írásnak is létezik standard, fél-kurzív, kurzív és pecsétírás változata.
A tangut írás Unicode kódolásán még dolgoznak a szakemberek, de jó néhány tangut fontot már tartalmaz a Mojikyo.